# Центральная станция
«Центральная станция» — роман в рассказах писателя Леви Тидхар в жанре научной и социальной фантастики, опубликованный в 2016 году. В России произведение вышло в 2018 году в издательстве fanzon.

## Сюжет
В районе Тель-Авив-Яффа построена Центральная станция — космический вокзал на Земле связывающий её с космическими колониями. Район рядом с ней стал центром притяжения для мигрантов и соединил в себе элементы культур и быта множества народов, как реальных так и виртуальных.
Многое изменилось к моменту возвращения Бориса Чонг с Марса. Бывшая возлюбленная Мириам Джонс, от которой он сбежал на Марс, воспитывает странного ребёнка Кранки, который одним прикосновением способен подлючиться к потоку данных разума. Его сестра Исобель влюблена в роботника — бывшим солдатом-киборгом. А его Марсианская страсть, стрига Кармель — информационная вампиршка, следует за ним на Землю, где ей запрещено появляться.

## Критика и награды
Номинации:
- 2017 — Премия Артура Кларка
- 2017 — Премия «Локус» за лучший научно-фантастический роман
- 2017 — Премия журнала «Nowa Fantastyka» в номинации «Книга года»
- 2018 — Премия Геффен в номинации лучшая переводная НФ книга
- 2019 — Премия «Италия» в номинации зарубежный роман (Израиль)
- 2019 — Премия «505 по Кельвину» в номинации лучший переводной роман
- 2019 — Премия Курда Лассвица в номинации лучший переводной роман
- 2020 — премия «Туманность» в номинации лучшая зарубежная книга

Награды:
- 2017 — Мемориальная премия Джона В. Кэмпбелла за лучший научно-фантастический роман
- 2018 — The Neukom Institute Literary Arts Award за спекулятивную фантастику[англ.]

Произведение получило множество хвалебных отзывов. Гарднер Дозуа, редактор серии «The Year's Best Science Fiction», отметил «если вы хотите знать, как будет выглядеть фантастика следующего десятилетия, то вот она»
Борис Невский, в рецензии для журнала «Мир фантастики», положительно отметил проработанность персонажей, психологизм и достоверный взгляд на будущее, но посчитал неудачным чрезмерную размеренность повествования.